# Der Tiger hetzt die Meute
Der Tiger hetzt die Meute (Originaltitel: White Lightning) ist ein US-amerikanischer Actionfilm aus dem Jahr 1973 und der Vorgänger von Mein Name ist Gator aus dem Jahr 1976. Regie führte Joseph Sargent, das Drehbuch schrieb William W. Norton.

## Handlung
Bobby „Gator“ McKlusky sitzt wegen Schwarzbrennerei in einem Gefängnis in Arkansas. Dort erfährt er von seiner Cousine, dass sein jüngerer Bruder Donny vom Bogan County Sheriff J. C. Connors getötet wurde. Gator unternimmt einen Fluchtversuch, der jedoch missglückt. Da Gator weiß, dass der Sheriff Schmiergelder von lokalen Schwarzbrennern annimmt, willigt er ein, als verdeckter Ermittler für eine Bundesbehörde zu arbeiten, um gegen den korrupten Sheriff belastendes Material zu sammeln.
Seine eigentliche Motivation ist jedoch, für den Mord an Donny Rache an Sheriff Connors nehmen zu können. Er hat daher wenig Interesse, wirklich Beweise gegen Schwarzbrenner zu sammeln, zumal er ja selbst deswegen verurteilt wurde.
Die Bundesagenten überlassen ihm einen frisierten Ford-Custom und weisen ihn an, Kontakt mit „Dude“ Watson aufzunehmen, einem örtlichen Stockcar- und Whiskyfahrer; dieser hat keine Wahl und muss kooperieren, da er bereits auf Bewährung ist. Um die örtliche Schwarzbrennerindustrie zu infiltrieren, stellt Dude für Gator Kontakt zu Roy Boone her. Dieser gilt als bester Whiskyfahrer des  Schwarzbrenners Big Bear, welcher wiederum einer der Vollstrecker von Sheriff Connors ist. Gator gewinnt zunächst das Vertrauen von Roy und Big Bear, während er seine Rache gegen den Sheriff plant. Er beginnt zudem eine Affäre mit Boones Freundin Lou, was zu einigen Reibereien mit letzterem führt.
Als der Sheriff schließlich herausfindet, dass Gator für die Bundesbehörde arbeitet, schickt er Big Bear und zwei Polizeibeamte, um Gator auszuschalten. Gator und Lou entkommen nur knapp durch eine List, Dude wird getötet.  
Lou bringt den verletzten Gator in „Schwester Lindas Heim für ledige Mütter“, um sich zu verstecken und Gators Wunden zu behandeln. Dort trifft Gator auf Jenny, die ihm die Ermordung seines Bruders aus ihrer Sicht schildert.
Die Männer des Sheriffs entdecken Gators Versteck, doch er entkommt mit seinem Wagen und es findet eine längere Verfolgungsjagd statt.
Obwohl Gator weiß, dass die Bundesagenten Beweise gegen Connors und die Schwarzbrenner wollen, spornt er Connors absichtlich an, ihn mit seinem Polizeiwagen zu verfolgen. Zuletzt überlistet er den Sheriff, indem er ihn über eine Rampe in den Fluss springen lässt. Gator sieht dabei zu, wie der Sheriff, in seinem Wagen gefangen, im Fluss versinkt.
Mit Connors’ Tod und den fehlenden Beweisen gegen die Schwarzbrenner eskortieren die enttäuschten Bundesagenten Gator und Lou aus Bogan County heraus, während die Begräbnisprozession des Sheriffs in der Nähe vorbeizieht.

## Produktion und Hintergründe
Der ursprüngliche Titel des Films war McKlusky und wurde im Oktober 1971 durch Levy-Gardner-Laven als Teil eines Sieben-Filme-Pakets angekündigt, welches sie innerhalb von zwei Jahren für United Artists produzieren wollten. Das Originaldrehbuch wurde von William Norton geschrieben, der oft für die Produzenten tätig war und auch das Drehbuch für den Nachfolger verfasste. Der Bösewicht des Films basierte auf dem echten Sheriff Marlin Hawkins.
Die Besetzung von Reynolds wurde im Februar 1972 angekündigt; dieser hatte bereits zuvor mit den Produzenten und dem Drehbuchautor in Sam Whiskey (1969) zusammengearbeitet. Reynolds nannte den Film „den Anfang einer ganzen Serie von Filmen, die im Süden der USA gedreht wurden, über den Süden und für den Süden. Niemand kümmert es, ob der Film je nördlich der Mason-Dixon-Linie vertrieben wird, da du die Kosten für die Negative nur in Memphis allein zurückgewinnen könntest. Alles außerhalb davon war nur schnelles Geld. Es war ein gut gemachter Film. Joe Sargent ist ein ausgezeichneter Regisseur. Er ist sehr, sehr gut mit Schauspielern. Und er hatte einige fabelhafte Leute drin, die niemand zuvor gesehen hat. Ned Beatty zum Beispiel. Ich musste kämpfen wie die Hölle, um Ned in den Film zu kriegen.“ Reynolds arbeitete mit Beatty bereits in Beim Sterben ist jeder der Erste (1972) und später in Der rasende Gockel (1983) und Die Anwältin (1989) zusammen.

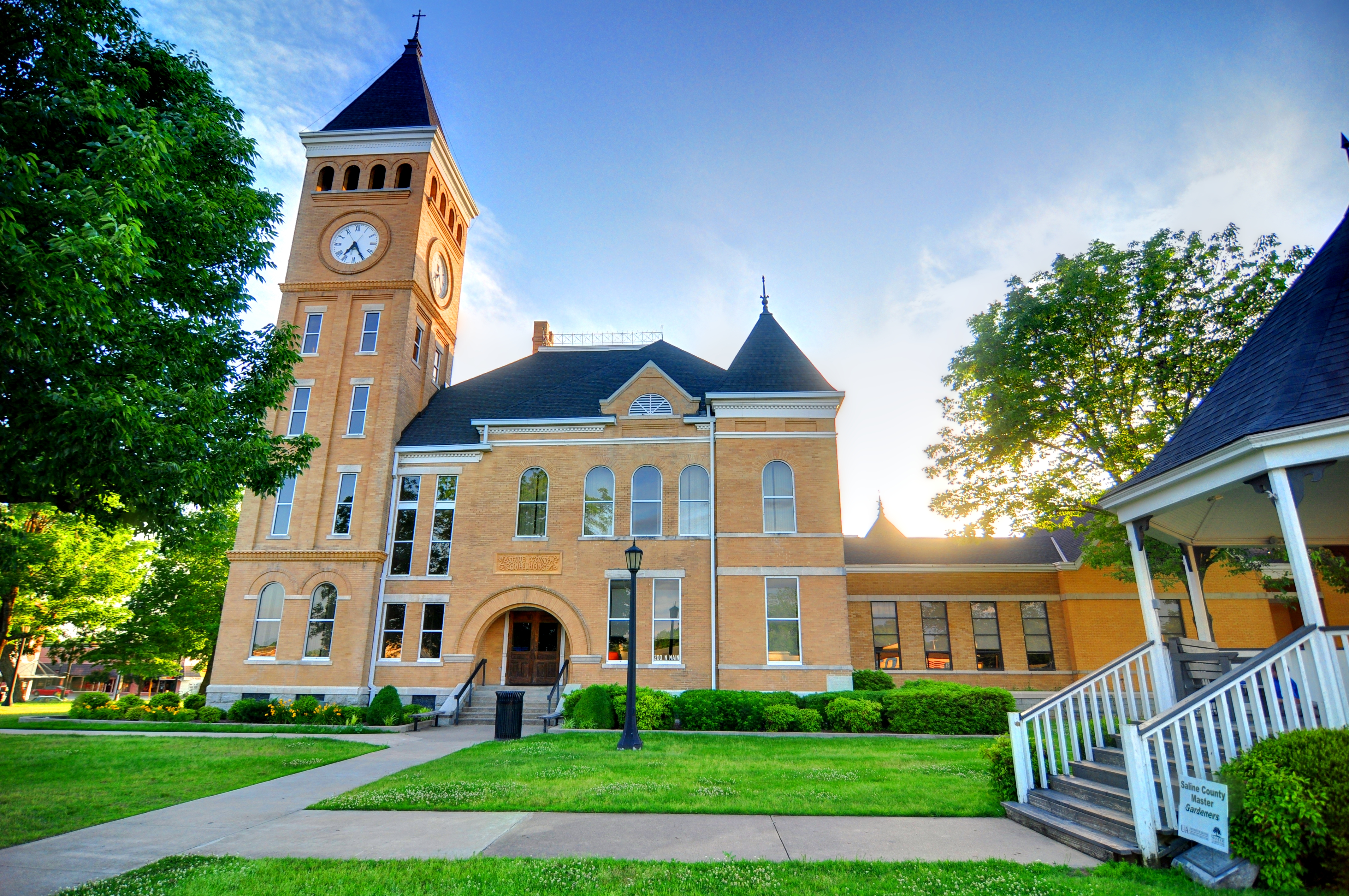
Das Saline County Courthouse in Benton (Arkansas) diente als Schauplatz für das Gerichtsgebäude in Bogan County.

Der Film wurde beinahe das Kinodebüt von Steven Spielberg, der zuvor drei Fernsehfilme (Duell (1971), Haus des Bösen (1972) und Savage (1973)) gedreht hatte und im selben Jahr entschied, die Regie zu übernehmen. Spielberg dazu: „Ich verbrachte zweieinhalb Monate an dem Film. Ich traf Burt einmal, fand die meisten Drehplätze und fing an, den Film zu besetzen, bis ich realisierte, dass er nicht etwas war, was ich für einen ersten Kinofilm tun wollte. Ich wollte meine Karriere nicht als ein Schutzhelm-Fachmann-Regisseur beginnen. Ich wollte etwas machen, was etwas mehr persönlich war.“ Also verließ er die Produktion und drehte stattdessen Sugarland Express (1974).
Joseph Sargent unterschrieb im Mai 1972 als Regisseur. Die Dreharbeiten begannen am 15. Juli und endeten im August. Der Film wurde in Benton, Little Rock und in einigen anderen Orten in Arkansas gedreht. Der Stunt-Koordinator Hal Needham, mit dem Reynolds später regelmäßig zusammenarbeitete, realisierte die Stunts für den Film.
Die Filmmusik schrieb Charles Bernstein. Teile des Soundtracks wurden später von Quentin Tarantino in dessen Filmen Kill Bill – Volume 1 (2003) und ebenso in Inglourious Basterds (2009) verwendet. Bernsteins Soundtrack wurde im Mai 2010 von Intrada Records veröffentlicht.

## Trivia
Die damals sechsjährige Laura Dern (Jurassic Park), Tochter von Bruce Dern, gab hier ihr Filmdebüt in der Rolle der Tochter von Maggie, welche von ihrer echten Mutter Diane Ladd gespielt wurde.
Les Claypool, der Sänger und Bassist der Band Primus, verweist in dem Song Camelback Cinema aus dem Brown Album (1997) auf Burt Reynolds und den Film mit der Zeile: „He likes Burt in White Lightning“.
Die Verfolgungssequenz, die mit dem Sprung von Gators Wagen vom Flussufer auf einen Lastkahn endete, ging ernsthaft schief. Es war geplant, dass der von Hal Needham gefahrene Wagen mittig auf der weichen Erde auf dem Lastkahn landete, doch bei der Aufnahme geriet der Sprung zu kurz, so dass der Wagen auf dem Heck landete, während der hintere Teil des Wagens ins Wasser hing. Needham wurde dabei verletzt und betäubt. Burt Reynolds, der die Szene hinter der Kamera beobachtete, sprang ins Wasser und schwamm zum Lastkahn, um dabei zu helfen, Needham aus dem Wagen zu ziehen.

## Synchronisation
| Rolle                 | Darsteller/Originalsprecher | Synchronsprecher   |
| --------------------- | --------------------------- | ------------------ |
| Gator McKlusky        | Burt Reynolds               | Manfred Schott     |
| Lou                   | Jennifer Billingsley        | Heidi Treutler     |
| Sheriff J.C. Connors  | Ned Beatty                  | Benno Sterzenbach  |
| Roy „Rebel Roy“ Boone | Bo Hopkins                  | Elmar Wepper       |
| Maggie                | Diane Ladd                  | Gudrun Vaupel      |
| „Big Bear“            | R. G. Armstrong             | Kurt E. Ludwig     |
| Deputy                | Conlan Carter               | Alexander Allerson |
| Pa McKlusky           | Dabbs Greer                 | Klaus W. Krause    |

## Veröffentlichung
Seine US-Premiere fand am 8. August 1973 in New York City statt. Der Film kam am 1. März 1974 in die deutschen Kinos.

## Kritiken
Der Film erhielt gemischte Kritiken. Rotten Tomatoes zählte 6 positive und 2 negative Rezensionen. Metacritic zählte 2 positive und 2 gemischte Veröffentlichungen. Auf der Seite der Internet Movie Database wurde bei 5.115 Nutzern die gewichtete Durchschnittsnote 6,4 von 10 ermittelt.
Gene Siskel der Chicago Tribune gab dem Film am 17. Juli 1973 dreieinhalb von vier Sternen und schrieb: „Was ‚Der Tiger hetzt die Meute‘ von einem Zerstörungs-Derby abhebt ist die spezielle Arbeit der gesamten Besetzung, welche eine völlig glaubhafte Welt aus Charakteren erschuf, die wir unzählige Male zuvor gesehen haben … Nur ein abruptes Ende hält ‚Der Tiger hetzt die Meute‘ von der Erreichung eines gewissen Niveaus von Grossartigkeit ab.“
Das Lexikon des internationalen Films schrieb, der Film sei ein „steril und oberflächlich inszenierter, nur leidlich spannender Actionfilm, der seine gesellschaftskritischen Möglichkeiten verschenkt“.
Die Zeitschrift Cinema schrieb, der Film habe „nette Besetzung, Action O. K.“.
Die Zeitschrift Prisma schrieb, der Film sei ein „ganz auf Burt Reynolds zurechtgeschnittenes Action-Spektakel“.